# Política de Dourados
A política douradense, através da legislação e gestão, desenvolve um papel importante através das ações que podem transformar seu destino nas áreas social, econômico, ambiental e territorial. 
De acordo com a Constituição de 1988, Dourados localiza-se em uma república federativa presidencialista. A forma de Estado foi inspirada no modelo estadunidense, no entanto, o sistema legal brasileiro segue a tradição romano-germânica do Direito positivo. O federalismo no Brasil é mais centralizado do que o federalismo estadunidense; os estados brasileiros têm menos autonomia do que os estados norte-americanos, especialmente quanto à criação de leis.
A administração municipal se dá pelo poder executivo (Prefeitura de Dourados) e pelo poder legislativo (Câmara Legislativa de Dourados), com o poder judiciário fiscalizando.

## Símbolos oficiais
Dourados possui, como símbolos oficiais, o hino, o brasão e a bandeira.

### Brasão e bandeira

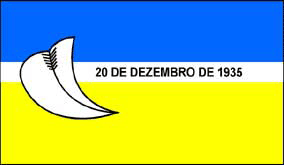
Bandeira de Dourados
Brasão de Dourados

### Hino oficial
Letra por Armando da Silva Carmello e Melodia por Maestro José Oliveira Silva.

## Finanças

### Dados fiscais
Dourados segue a tendência de outros grandes centros do país, sendo predominante às receitas proveniente dos setores de comércio e serviços. Essa tendência é explicada pelo fato desses serem os setores da economia que mais agregam valores em seus produtos. A arrecadação somou R$ 175 759 583,43 (sendo 805,98 per capita e 1 155,03 por eleitor) em 2017. Já o orçamento douradense é da ordem de R$ 916 000 000,00 (4 200,51 per capita e 6 019,62 por eleitor) para 2018.

### IFGF
O Índice Firjan de Gestão Fiscal (IFGF) é um indicador que tem como objetivo medir o grau de responsabilidade administrativa por meio de indicadores que mostram o grau de evolução das políticas de recursos públicos e gestão fiscal dos municípios brasileiros. A leitura do IFGF varia entre 0 (gestão ruim) e 1 (gestão perfeita) e Dourados atingiu o índice IFGF de 0,4517 em 2015 (2279º no país e 47º no estado).
| IFGF do município de Dourados | IFGF do município de Dourados | IFGF do município de Dourados | IFGF do município de Dourados | IFGF do município de Dourados | IFGF do município de Dourados | IFGF do município de Dourados |
| Ano                           | IFGF                          | Receita própria               | Gastos com pessoal            | Investimentos                 | Liquidez                      | Custo da dívida               |
| ----------------------------- | ----------------------------- | ----------------------------- | ----------------------------- | ----------------------------- | ----------------------------- | ----------------------------- |
| 2015                          | 0,4517                        | 0,6405                        | 0,5540                        | 0,4436                        | 0,0000                        | 0,8310                        |
| 2014                          | 0,6659                        | 0,5292                        | 0,6718                        | 0,3950                        | 1,0000                        | 0,8179                        |
| 2013                          | 0,6454                        | 0,6074                        | 0,6014                        | 0,3697                        | 1,0000                        | 0,6520                        |
| 2012                          | 0,6256                        | 0,5665                        | 0,5803                        | 0,3590                        | 1,0000                        | 0,6180                        |
| 2011                          | 0,6180                        | 0,5218                        | 0,5708                        | 0,3828                        | 1,0000                        | 0,6107                        |
| 2010                          | 0,7458                        | 0,5202                        | 0,5576                        | 1,0000                        | 0,9463                        | 0,6536                        |
| 2009                          | 0,6042                        | 0,5169                        | 0,6250                        | 0,3716                        | 0,9080                        | 0,5934                        |
| 2008                          | 0,6092                        | 0,5031                        | 0,6331                        | 0,6269                        | 0,6750                        | 0,6066                        |
| 2007                          | 0,5567                        | 0,4883                        | 0,6662                        | 0,4796                        | 0,5749                        | 0,5968                        |
| 2006                          | 0,5710                        | 0,4996                        | 0,6784                        | 0,4562                        | 0,6453                        | 0,5807                        |

## Relações internacionais
A Geminação de cidades, também chamada de cidades-irmãs, é uma iniciativa que busca a integração entre a cidade e demais municípios nacionais e estrangeiros. A integração entre os municípios é firmada por meio de convênios de cooperação, que têm o objetivo de assegurar a manutenção da paz entre os povos, baseada na fraternidade, felicidade, amizade e respeito recíproco entre as nações. No caso de Dourados são duas:
- Iquique, Chile
- Kearney, United States

## Poderes
O poder político em Dourados é representado pelo prefeito, vice-prefeito, secretários municipais e vereadores. Há ainda o poder judiciário que faz a fiscalização das leis.

### Legislativo
O Poder Legislativo em  Dourados é composto pela Câmara dos Vereadores, composta por 19 vereadores eleitos para cargos de quatro anos. Para o prefeito aprovar as leis, é preciso a aprovação dos vereadores, tornando-se mais fácil quando recebe apoio deles. Cabe à casa ainda elaborar e votar leis fundamentais à administração e ao Executivo, especialmente o orçamento municipal (conhecido como Lei de Diretrizes Orçamentárias).

### Executivo
O Poder Executivo do município de Dourados é representado pelo prefeito e seu gabinete de secretários, seguindo o modelo proposto pela Constituição Federal. A lei orgânica do município e o atual Plano Diretor da cidade, porém, determinam que a administração pública deva garantir à população ferramentas efetivas de manifestação da democracia participativa.

### Poder Judiciário
Atualmente o poder judiciário ou judicial é um dos três poderes do Estado moderno na divisão preconizada por Montesquieu em sua teoria da separação dos poderes. É exercido pelos juízes e possui a capacidade e a prerrogativa de julgar, de acordo com as regras constitucionais e leis criadas pelo poder legislativo. A função do Judiciário é garantir e defender os direitos individuais, ou seja, promover a justiça, resolvendo todos os conflitos que possam surgir na vida em sociedade. E cabe a ele interpretar leis elaboradas pelo Legislativo e promulgadas pelo Executivo. Ele deve aplicá-las em diferentes situações e julgar aqueles cidadãos que, por diversos motivos, não as cumprem.

#### Justiça eleitoral
Segundo o Tribunal Superior Eleitoral, Dourados conta com o segundo maior colégio eleitoral do estado de Mato Grosso do Sul. Seu eleitorado total é de 152.169 pessoas (71.527 homens e 80.642 mulheres) em 2016, o que representa 8,112% do total do eleitorado do estado de Mato Grosso do Sul.. 
| Locais de votação | Locais de votação | Locais de votação |
| Zona              | Locais            | Seções            |
| ----------------- | ----------------- | ----------------- |
| 18ª               | 43                | 210               |
| 43ª               | 36                | 184               |

#### Públicos cíveis e criminais

##### Estaduais
Tribunal de Justiça
O poder judiciário em Dourados é representado pela Comarca de Dourados, de entrância especial, instalada no Fórum João Adolfo Astolfi. É formada por sete varas cíveis, três varas criminais e uma vara de infância e juventude, sendo cada uma delas com um promotor presidente. O fórum foi inicialmente instituído em 12 de março de 1946, pelo Decreto-Lei n° 9055, que criou o termo judiciário local.
Defensoria Pública Estadual de Mato Grosso do Sul
Para quem não pode pagar um advogado de defesa, há a defensoria estadual com seus advogados públicos de defesa.
Ministério Público Estadual de Mato Grosso do Sul
Para quem não pode pagar um promotor, há a procuradoria estadual com seus promotores públicos.
Procuradoria Estadual de Mato Grosso do Sul
Estância superior do Ministério Público. Serve também para quem não pode pagar um promotor, há a procuradoria estadual com seus promotores públicos.

##### Federais
Justiça Federal de Mato Grosso do Sul
Representado pela 2ª Subseção Judiciária, está vinculada ao Tribunal Regional Federal da 3ª Região, sediado em São Paulo (SP), tem a mesma função do Tribunal de Justiça, porém com competência de aplicação no Brasil todo.
Defensoria Pública Federal de Mato Grosso do Sul
Assim como as defensorias estaduais, serve para quem não pode pagar um advogado de defesa, há a defensoria estadual com seus advogados públicos de defesa.
Ministério Público Federal de Mato Grosso do Sul
Está vinculada ao Procuradoria Regional Federal da 3ª Região, sediado em São Paulo (SP). Assim como as promotorias estaduais, serve para quem não pode pagar um promotor, havendo a procuradoria federal com seus promotores públicos.

#### Outras competências públicas

##### Tribunal Regional do Trabalho
O Tribunal Regional do Trabalho é representado em Dourados pelo Foro Trabalhista Doutor Lauro Machado De Souza, que é dividido em 1ª Vara do Trabalho e 2ª Vara do Trabalho de Dourados. Ambos são vinculados ao Tribunal Regional do Trabalho da 24ª Região, localizado em Campo Grande (MS).

#### Independentes

##### OAB-MS
A OAB não pertence diretamente ao Poder Judiciário, mas desempenha funções essenciais à prestação de serviços jurisdicionais. Em Dourados está sediada a 4ª Subseção, sendo uma das 31 subseções presentes no interior de Mato Grosso do Sul.